# Guido Venturoni

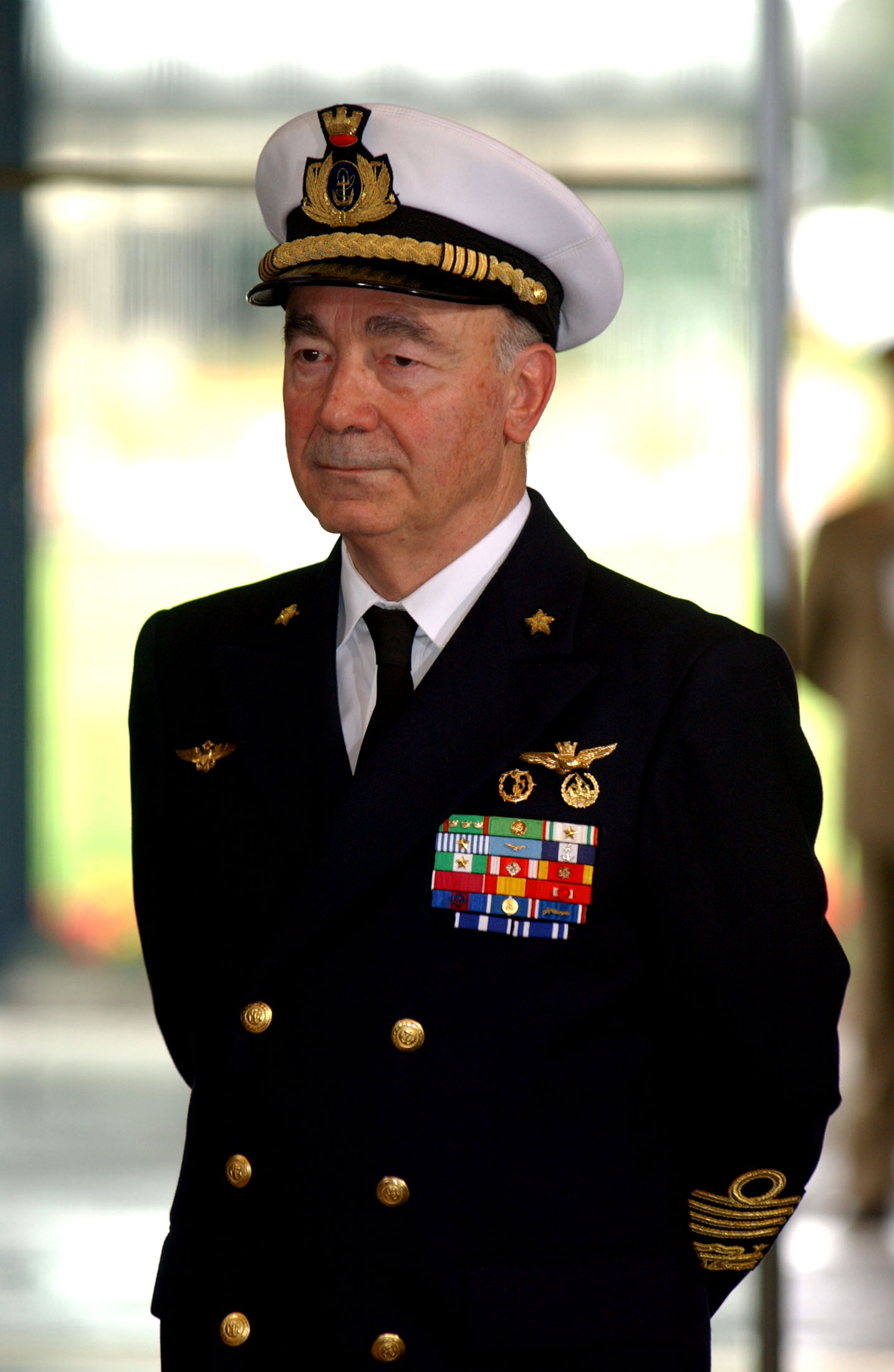
Guido Venturoni (2002)

Guido Venturoni (* 10. April 1934 in Teramo) ist ein italienischer Admiral im Ruhestand. Als Generalstabschef der italienischen Streitkräfte (1994–1999) setzte er tiefgreifende Reformen bei den militärischen Führungsstrukturen durch.

## Militärische Laufbahn
Venturoni besuchte von 1952 bis 1956 die Marineakademie und diente zunächst auf Kriegsschiffen der italienischen Marine. Von 1958 bis 1959 nahm er in den USA an einer Pilotenausbildung teil, in deren Rahmen er auch eine Zulassung für Flugzeugträger erhielt. Aus politischen Gründen konnte er diese Zulassung jedoch nie verwenden, weil die italienische Luftwaffe der Marine den Einsatz von Kampfflugzeugen verwehrte. Später flog er bei den Marinefliegern Hubschrauber. Er kommandierte Korvetten, Fregatten, den Kreuzer Andrea Doria sowie eine Marinefliegerstaffel. Darüber hinaus leitete er verschiedene Stäbe.
Von Februar 1992 bis Dezember 1993 war Venturoni Admiralstabschef.
Anfang Januar 1994 folgte er General Domenico Corcione auf dem Posten des Generalstabschefs italienischen Streitkräfte nach. Er bereitete eine tiefgreifende Strukturreform der Streitkräfte vor, die 1997 umgesetzt wurde. Vor allem der Generalstab der Streitkräfte wurde aufgewertet und zum zentralen Führungsinstrument ausgebaut. Den Stäben der Teilstreitkräfte wurden eher unterstützende Aufgaben zugewiesen. Venturonis Arbeit setzte ab Februar 1999 General Mario Arpino fort. Admiral Venturoni wurde am 6. Mai 1999 Vorsitzender des NATO-Militärausschusses. Im Juli 2002 endete seine militärische Laufbahn. In den Jahren danach war Venturoni in leitender oder beratender Funktion in der Rüstungsindustrie tätig. Von Februar 2013 bis Mai 2014 war er Vizepräsident des italienischen Rüstungskonzerns Finmeccanica.

## Auszeichnungen
- 1999: Großes Goldenes Ehrenzeichen für Verdienste um die Republik Österreich[2]